# Celestine Babayaro
Celestine Babayaro (ur. 29 sierpnia 1978 w Kadunie) – nigeryjski piłkarz, reprezentant kraju, złoty medalista olimpijski z Atlanty (1996). Brat Emmanuela Babayaro.

## Kariera reprezentacyjna
W 1993 roku wystąpił w mistrzostwach świata do lat 17 w Japonii. W turnieju tym rozegrał sześć meczów, zaś Nigeryjczycy zajęli pierwsze miejsce. W 1996 uczestniczył w igrzyskach olimpijskich. Był w nich podstawowym zawodnikiem reprezentacji – zagrał w pięciu spotkaniach. Ponadto strzelił dwa gole: w pojedynku 1/4 finału z Meksykiem (2:0) i w wygranym 3:2 meczu finałowym z Argentyną. Cztery lata później w igrzyskach olimpijskich w Sydney zagrał w dwóch spotkaniach.
W seniorskiej reprezentacji Nigerii zadebiutował w 1995 roku. Trzy lata później wziął udział w mistrzostwach świata we Francji – zagrał w trzech meczach, m.in. w przegranym 1:4 spotkaniu 1/8 finału z Danią. Uczestniczył także w mistrzostwach świata w Korei i Japonii (2002). W azjatyckim turnieju wystąpił w dwóch grupowych pojedynkach: z Argentyną oraz ze Szwecją.
Ponadto trzykrotnie uczestniczył w Pucharze Narodów Afryki. W turnieju rozegranym w 2000 roku był podstawowym zawodnikiem swojej reprezentacji, wraz z nią dotarł do finału, w którym wystąpił w pierwszym składzie, a Nigeria przegrała po serii rzutów karnych z Kamerunem. W 2002 i 2004 roku zajął wraz z kadrą trzecie miejsca. Po raz ostatni w barwach narodowych zagrał 27 stycznia 2004 w przegranym 0:1 meczu z Marokiem.

## Sukcesy

### Anderlecht
- Eerste klasse: 1995
- Superpuchar Belgii: 1995

### Chelsea
- Premier League: 2005
- Puchar Anglii: 1997, 2000
- Puchar Ligi Angielskiej: 1998, 2005
- Tarcza Wspólnoty: 2000
- Puchar Zdobywców Pucharów: 1998
- Superpuchar Europy: 1998